# Hymenostephium gracillimum
Hymenostephium gracillimum là một loài thực vật có hoa trong họ Cúc. Loài này được (Brandegee) E.E.Schill. & Panero mô tả khoa học đầu tiên năm 2002.